# Bub Asman
Bub Asman é um sonoplasta e editor de som estadunidense. Venceu o Oscar de melhor edição de som em duas ocasiões: na edição de 2007 pelo filme Letters from Iwo Jima e na edição de 2015 por American Sniper.